# Козак Віктор Олександрович
Ві́ктор Олекса́ндрович Козак (27 березня 1979 — 15 лютого 2015) — старший прапорщик Збройних сил України, учасник російсько-української війни.

## Короткий життєпис
Командир машини РХБЗ, 144-й окремий батальйон радіаційного, хімічного, біологічного захисту, 30-та окрема механізована бригада.
15 лютого 2015-го загинув під час супроводу колони, яка рухалася польовою дорогою з смт Луганське до Дебальцевого, потрапивши у засідку терористів поблизу Нижнього Лозового. Тоді ж загинув механік-водій старший сержант Олександр Чернявський.
|                                                                  | Був такий екіпаж БРДМ, який за одну ніч – 15 лютого – провів 4 конвої. На виході після четвертого – вони загинули. В останній четвертий раз вони супроводжували підрозділ спецпризначення. Старший прапорщик Козак з цього екіпажу просився відпочити: "Ми же уже три конвої провели". Я їм кажу: "Хлопці, ситуація така, що треба ще четвертий провести. Після цього я вам дам відпочинок на добу". Вони провели цей конвой і при поверненні на виході з Новогригорівки їх в упор розстріляли з гранатометів. |
| — Генерал-майор Олександр Сирський, колишній начальник Штабу АТО | |

Вдома у Віктора Козака залишилися батьки, брат та донька. Похований 6 березня 2015-го в Майстрові.

## Нагороди
За особисту мужність і героїзм, виявлені у захисті державного суверенітету та територіальної цілісності України, вірність військовій присязі під час російсько-української війни
- нагороджений орденом Богдана Хмельницького ІІІ ступеня (4.6.2015, посмертно).